# 梧桐33号古民居
梧桐33号古民居，是位于福建省福州市罗源县飞竹镇上梧桐村33号的一个清代古建筑，2017年入选第六批罗源县文物保护单位。
梧桐33号古民居始建于清代，建筑坐东北朝西南，平面呈长方形，总面阔23.01米，进深24.11米，占地面积554.77平方米，由堂门、天井、主座构成，主座面阔五间，进深九柱，穿斗式木构架，重檐歇山顶，门前有两尊石狮，外侧则围以马鞍墙。